# همبرگر خرچنگی
همبرگر خرچنگی (به انگلیسی: Krabby Patty) که در سریال باب اسفنجی شلوار مکعبی به فروش می رفت و قیمت آن در رستوران آقای خرچنگ 6.57 دلار بوده است و محتویات آن یک عدد تکه نان، همبرگر، کاهو، گوجه، پیاز، پنیر ورقه ای و ۳ عدد خیارشور با تکه بالای نان است. بر طبق پرسش های طرفداران از سازندگان انیمیشن و پاسخ آنها، در همبرگر خرچنگی هیچ گونه گوشتی استفاده نشده که این موجب رد فرضیه هم نوع خواری (کانیبالیسم)‌ را در این انیمیشن رد می کند.

## نقش در باب اسفنجی شلوار مکعبی
همبرگر خرچنگی اولین حضور خود را در قسمت اول باب اسفنجی شلوار مکعبی یعنی درخواست کمک  ظاهر می‌‌کند و در طول اجرای برنامه دارای تنوع های مختلفی بوده است.
همبرگر خرچنگی غذایی در منوی رستوران آقای خرچنگ است که به عنوان یک محصول فست فود فروخته می شود. این یکی از موفق‌ترین غذاها در بیکینی باتم در نظر گرفته می شود. فرمول همبرگر خرچنگی یک راز تجاری کاملاً محافظت شده است و تلاش های بیهوده پلانکتون، رستوران دار رقیب و صاحب رستوران چام باکت برای به دست آوردن فرمول مخفی، موضوع اصلی تکرار شونده در سراسر مجموعه است.

## مواد تشکیل دهنده
همبرگر خرچنگی با برگر منجمد بدون گوشت از نان ها، همبرگر، خیارشور، کاهو، گوجه فرنگی، پنیر، سس کچاپ، خردل و پیاز تشکیل شده است. همچنین ممکن است حاوی یک یا چند ماده مخفی طبق فرمول مخفی همبرگر خرچنگی باشد، اگرچه فرمول مخفی است و هرگز در این سری فاش نشده است.